# Weertman Island
Weertman Island ist eine Insel vor der Loubet-Küste des Grahamlands im Norden der Antarktischen Halbinsel. Sie ist die größte und südlichste der Bennett-Inseln in der Hanusse-Bucht.
Luftaufnahmen der US-amerikanischen Ronne Antarctic Research Expedition (1947–1948) und der britischen Falkland Islands and Dependencies Aerial Survey Expedition (1956–1957) dienten ihrer Kartierung. Das UK Antarctic Place-Names Committee benannte sie 1960 nach dem US-amerikanischen Geophysiker Johannes Weertman (1925–2018), der 1951 eine Theorie zur Gletscherdynamik aufgestellt hatte.